# Ramosmania rodriguesi
Ramosmania rodriguesi är en måreväxtart som beskrevs av Deva D. Tirvengadum. Ramosmania rodriguesi ingår i släktet Ramosmania och familjen måreväxter. Inga underarter finns listade i Catalogue of Life.
Ett enda vilt levande exemplar finns kvar på ön Rodrigues som ingår i Maskarenerna öster om Madagaskar.
IUCN listar arten som akut hotad (CR).